# Opatija sv. Petra pokraj Monoštora
Opatija sv. Petra pokraj Monoštora je bila rimokatolička opatija pokraj bačkog grada Monoštora posvećena sv. Petru. Bila je benediktinska, a jer su se iz njih razvili cisterciti, izvjesno je da je bila cistercitska.
Postojala je još u drugoj polovici 11. stoljeća. Vrhunac ove opatije bio je oko 1327. godine. Iz tog vremena datira sudski spor oko ribnjaka koji se vodio između ove opatije i pavlinski samostan sv. Križa, smještenog na dunavskoj adi kod Monoštora.
Prema mišljenju mađarskog povjesničara Istvána Katone, koji je proučavao Kalačko-bačku nadbiskupiju opatija je bila cistercitska.
Subotički biskup Matija Zvekanović ovu opatiju naveo je kao prvu od deset 10 opatija koje su postojale na području gdje je danas Subotička biskupija. Za redovnike piše da su mu nepoznata reda.